# Argyrodendron trifoliolatum
Argyrodendron trifoliolatum es una especie de especie de árbol del género Argyrodendron. Es nativo del este de Queensland y el noreste de  Nueva Gales del Sur, Australia, donde es conocido como el booyong blanco. Puede crecer hasta una altura de 45 metros de alto. Sus flores, se producen de julio a septiembre, en grandes cantidades, son acampanadas y de color crema. La característica más distintiva de Argyrodendron trifoliolatum es que los troncos forman grandes contrafuertes característicos.
El hábitat natural de la especie son los bosques lluviosos y secos subtropicales y los cursos de agua cubiertos de vegetación. Es una especie tolerante a la sombra, de vegetación clímax y uno de los principales árboles en los bosques subtropicales de Australia.

## Sinonimia
- Heritiera trifoliolata (F.Muell.) Kosterm.
- Tarrietia argyrodendron Benth.
- Tarrietia carronii C.Moore
- Tarrietia trifoliolata (F.Muell.) F.Muell.
- Tarrietia trifoliolata var. trifoliata (F.Muell.) F.Muell.[3]